# Partito Socialdemocratico (Islanda)
Il Partito Socialdemocratico (in islandese: Alþýðuflokkurinn) fu un partito politico islandese basato su ideali social democratici. Fu fondato nel 1916 come base politica per le unioni sindacali dell'Islanda.
Il suo primo deputato all'Althing, il Parlamento islandese, fu Jón Baldvinsson, eletto nel 1920.
Il partito guidò per tre volte il governo dell'Islanda: dal 1947 al 1949, con Primo ministro Stefán Jóhann Stefánsson, dal 1958 al 1959 con Emil Jónsson e con Benedikt Sigurðsson Gröndal dal 1979 al 1980. La sua più duratura partecipazione al governo fu dal 1959 al 1971, insieme al Partito dell'Indipendenza.
Il Partito Socialdemocratico non è da confondersi con l'Alleanza Socialdemocratica, un partito socialdemocratico successivo formato da una base politica più ampia, creato dalla fusione, avvenuta nel 1998, tra il Partito Socialdemocratico e da altri due partiti politici.

## Risultati elettorali
| Parlamentari | Voti   | Seggi   |
| ------------ | ------ | ------- |
| 1971         | 11 020 | 6 / 60  |
| 1974         | 10 345 | 5 / 60  |
| 1978         | 26 912 | 14 / 60 |
| 1979         | 21 580 | 10 / 60 |
| 1983         | 15 214 | 6 / 60  |
| 1987         | 23 265 | 10 / 63 |
| 1991         | 24 459 | 10 / 63 |
| 1995         | 18 846 | 7 / 63  |
| 1995         | 18 846 | 7 / 63  |